# Anne-Marie Ilie

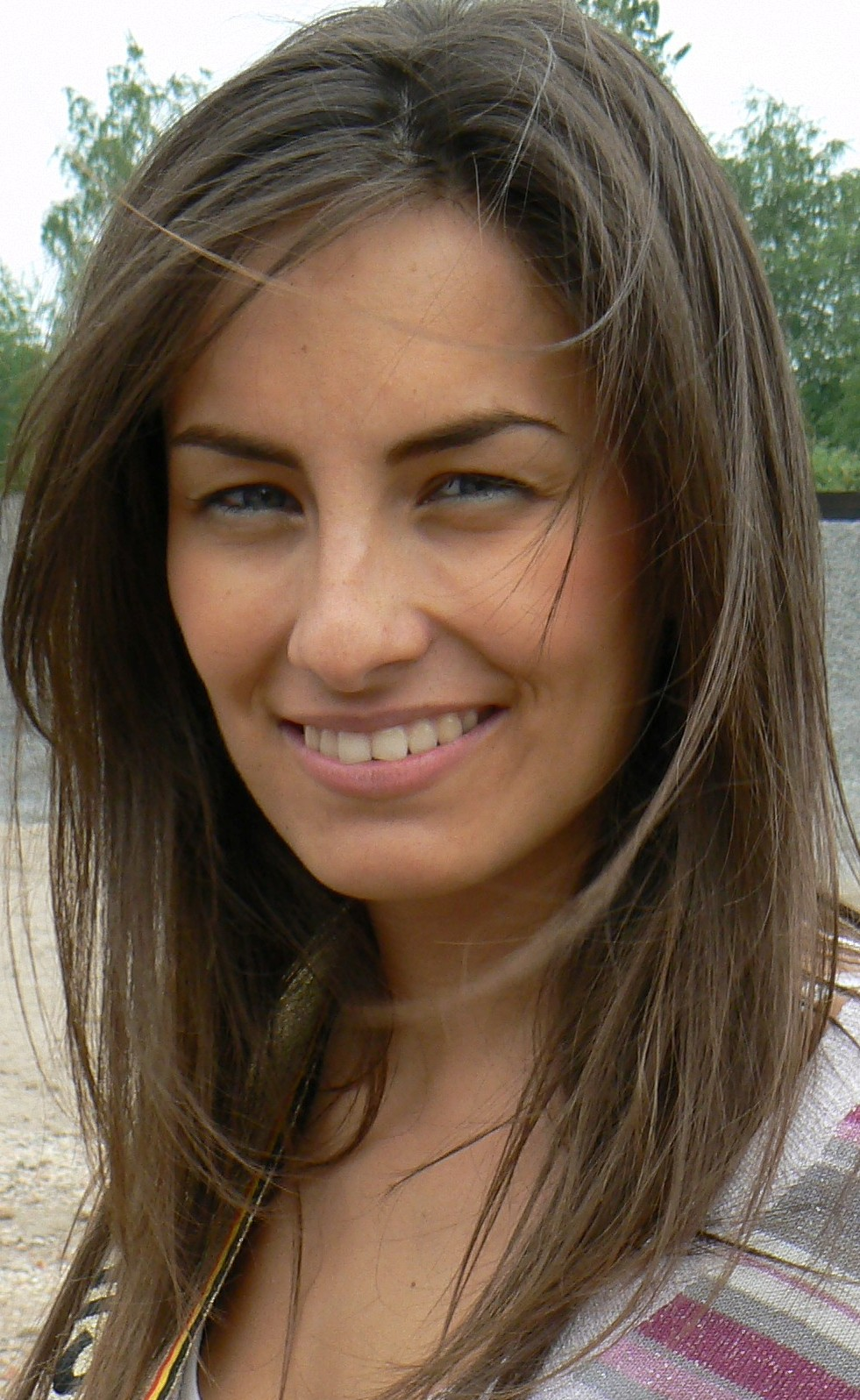
Anne-Marie Ilie in 2007

Anne-Marie Ilie (Brașov, Roemenië, 9 maart 1985) was de Miss Belgian Beauty 2007. Ze was ook Miss Mol 2003. Illie werd geboren in Roemenië en verhuisde op zesjarige leeftijd samen met haar ouders en haar jongere zus naar Mol. Ze studeerde rechten aan de Katholieke Universiteit Leuven. Deze studies heeft ze onderbroken omwille van haar verplichtingen als Miss Belgian Beauty. In 2007 raakte bekend dat ze een affaire had met de organisator van deze schoonheidswedstrijd, Ignace Crombé.
Bij de gemeenteraadsverkiezingen van 18 oktober 2006 diende ze als stemmenkanon van de N-VA in Mol. Hoewel ze meer stemmen behaalde dan de lijsttrekker, werd ze niet verkozen.
Haar naam wordt uitgesproken als Ilié.
In 2008 nam ze deel aan het televisieprogramma 71° Noord waar ze na de tweede aflevering afviel uit de wedstrijd. 